# Korfia
Korfia is een monotypisch geslacht van schimmels uit de orde Helotiales. De familie is nog niet met zekerheid bepaald (Incertae sedis). Het bevat alleen Korfia tsugae.